# David O. Selznick

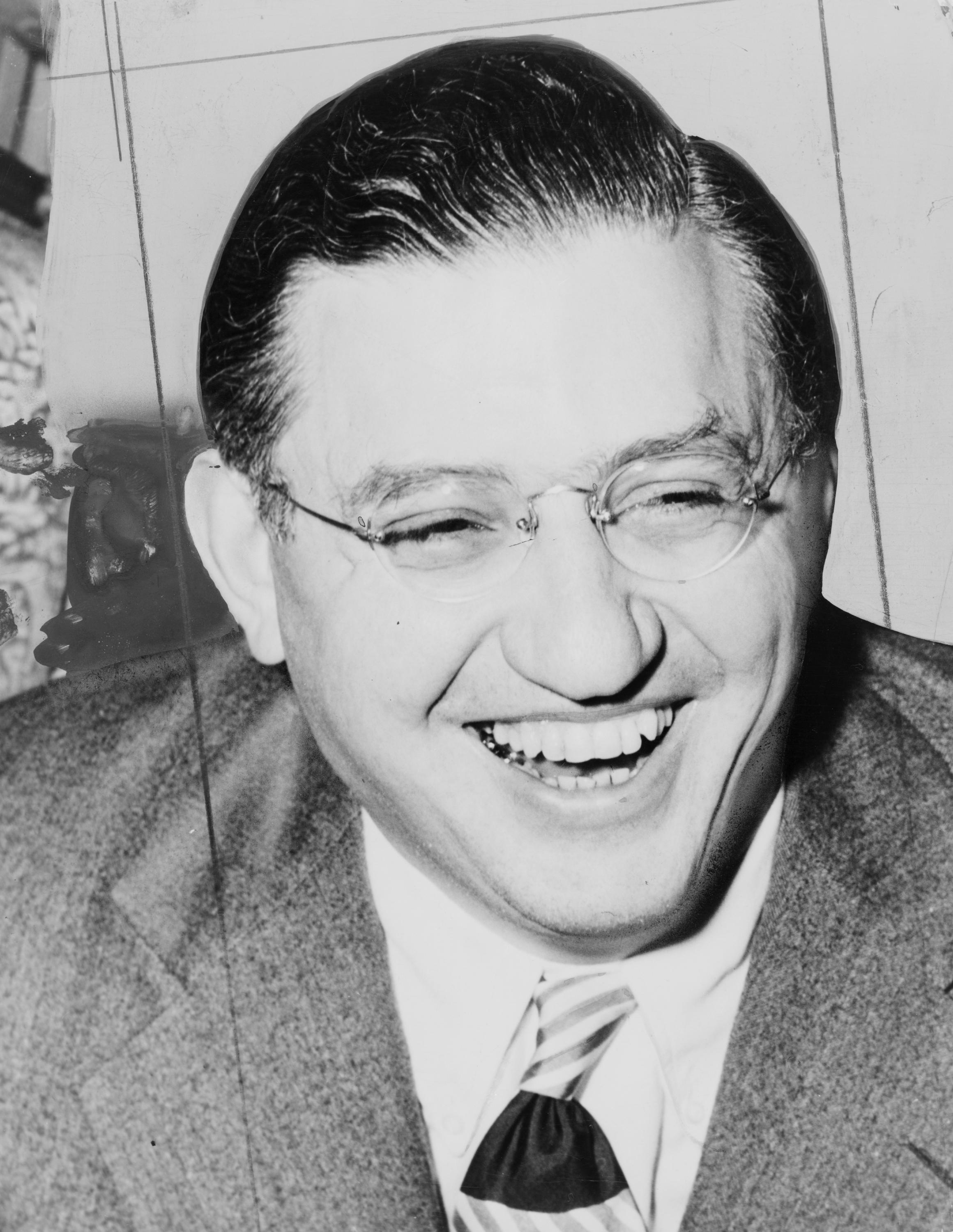
David O. Selznick

David O. Selznick (10. května 1902 Pittsburgh, USA - 22. června 1965 Hollywood, Los Angeles) byl americký filmový producent.
Je znám především díky produkování filmu Jih proti Severu, za nějž získal i Oscara za nejlepší film.
Založil filmové studio Selznick International Pictures.
Byl dvakrát ženatý: nejprve s Irene Gladys Mayerovou, dcerou šéfa studia MGM Louise B. Mayera, měli dva syny (Daniela a Jeffreyho); po rozvodu se oženil s herečkou Jennifer Jonesovou, měli dceru (Mary Jennifer).

## Filmografie (výběr)
- 1932: The most dangerous game
- 1933: King Kong
- 1933: Dinner At Eight
- 1933: Nightflight
- 1934: Manhattan Melodrama
- 1934: Viva Villa!
- 1935: David Copperfield
- 1935: Anna Karenina
- 1935: A Tale of Two Cities
- 1936: The Garden of Allah
- 1937: A Star is Born
- 1937: The Prisoner of Zenda
- 1939: Made for Each Other
- 1939: Jih proti Severu (Gone With The Wind)
- 1940: Mrtvá a živá (Rebecca)
- 1944: Since You Went Away
- 1945: Rozdvojená duše (Spellbound)
- 1946: Duel In the Sun
- 1946: The Paradine Case
- 1948: Portrait of Jenny
- 1949: Třetí muž (The Third Man)
- 1957: A Farewell to Arms